# Župna crkva sv. Jeronima u Zagrebu
Župna crkva sv. Jeronima katolička je crkva koja se nalazi u gradskoj četvrti Maksimir, u neposrednoj blizini glavnog ulaza u Park Maksimir. Crkva je građena od 1995. do 1997. godine, a u rujnu 1996. godine blagoslovio ju je zagrebački nadbiskup kardinal Franjo Kuharić.

## Povijest i arhitektura
Crkva je građena prema projektu arhitekta Ivana Antolića iz 1994. godine. Širi urbanistički kontekst crkve sa zapadne strane definira gusta izgradnja obiteljskih i niskih višestambenih zgrada, a s istočne strane park Maksimir. Iako se nalazi u blizini križanja dviju jakih prometnica (Bukovačke i Maksimirske ceste), crkva nije naglašena u prostoru. U vizuri dominira jedino vertikala zvonika. Pred crkvom se nalazi prilazni trg izrazito jakog privatnoga karaktera, odvojen od okruženja okolnim nasadima i ogradom.
Liturgijski je prostor longitudilano usmjeren prema prezbiteriju koji se djelomično nalazi u apsidi, a drugim dijelom zadire u prostor vjernika. Trokutasti triumfalni luk naglašava apsidu. Svetište je u odnosu na prostor vjernika povišeno i u njegovom je središtu oltar. Desno od oltara nalazi se ambon, a lijevo od oltara svetohranište. Iznad ulaza u crkvu nalazi se kor.

## Galerija
- Pogled na crkvu s pristupnog trga
- Ulaz i prednje pročelje
- Pogled na crkvu iz Parka Maksimir
- Svetište
- Pogled s kora
- Kor